# غرونديغ
غرونديج (بالألمانية: Grundig) وهي شركة ألمانية لإنتاج الأجهزة الكهربائية تم تأسيس الشركة في سنة 1930 في مدينة نورنبرغ في ألمانيا وأسسها ماكس غرونديغ وبعد مرور الوقت أصبحت الشركة في ملك مجموعة كوتش القابضة التركية مع شركتي بيكو وأرتشيليك.